# Karavomylos
Karavomylos (Tiếng Hy Lạp: Καραβόμυλος) là một cộng đồng dân cư thuộc thành phố Sami, đảo Cephalonia, Hy Lạp. Dân số của nó là 385 vào năm 2011. Nó nằm trên bờ biển, cách Sami 2 km về phía tây, 6 km về phía đông nam của Agia Effimia và 15
km về phía đông bắc của Argostoli.